# Politiestaat
Onder een politiestaat verstaat men een staat waar de sociale, economische en politieke macht door de leiders gehandhaafd wordt met behulp van (geheime) politie. Deze politie heeft in dit soort staten meer bevoegdheden dan gebruikelijk is in een liberale democratie. Politiestaten in de strikte betekenis van het woord worden meestal gekenmerkt door totalitarisme en een sterke sociale controle.

## Inperken van burgerrechten
Onder druk van een al dan niet vermeende interne of externe bedreiging van de staatsveiligheid bestaat het gevaar dat wetten doorgevoerd worden die burgerrechten inperken en stapsgewijs in de richting van een politiestaat leiden. Voorbeeld is nazi-Duitsland. Adolf Hitler kwam via verkiezingen op democratische wijze aan de macht. Vervolgens wist hij na de Rijksdagbrand, die mogelijk door de nazi's zelf is veroorzaakt, grote bevoegdheden naar zich toe te trekken (uitroepen van de noodtoestand, etc) om 'de orde te handhaven'. Met deze, in theorie tijdelijke, 'ordehandhavingswetten' schakelde hij in snel tempo alle politieke tegenstanders uit, werd de noodtoestand permanent, en werd het hele land aan zijn wil ondergeschikt gemaakt (gleichschaltung).
Een inperking van burgerrechten gebeurde na de aanslagen op 11 september 2001 in de Verenigde Staten. Ook hier werden sommige burgerrechten (in theorie tijdelijk) ingeperkt zoals het absolute recht op privacy. De regering Bush gaf aan dat dit in het kader was van de strijd tegen terrorisme en tegen drugs. Een ander voorbeeld van inperking van burgerrechten is Turkije waar na de mislukte staatsgreep van 2016 de noodtoestand uitgeroepen werd en vervolgens de laatste overgebleven tegenstanders van president Erdoğan in het ambtenaren apparaat, de politie, het leger, de rechterlijke macht en het onderwijs massaal weggezuiverd werden zodat deze onderdelen van het Turkse staatsapparaat in zekere zin 'gleichgeschaltet' werden.

## Fictieve politiestaat
George Orwells 1984 speelt zich af in Groot-Brittannië, dat in het verhaal verworden is tot een totalitair regime dat voortdurend oorlog voert. De oorlog wordt gebruikt als excuus om de bevolking voortdurend in de gaten te houden met behulp van televisieschermen ('Telescreens' in het boek) die behalve in staat zijn om uit te zenden, ook mensen kunnen bespieden. Doordat het onmogelijk is om te bepalen of er aan de andere kant wordt meegekeken, word je verplicht om de wetten na te streven omdat anders de "gedachtepolitie" (Thoughtpolice) aan je deur staat om je mee te nemen voor 'verhoor' (marteling) en 'genezing' (Mentaal breken). De in het boek veelgebruikte slogan "Big Brother is watching you" is wereldberoemd.